# Залойло Володимир Васильович
Володи́мир Васи́льович Залойло (нар. 4 червня 1953, Київ) — український тренер з футболу, футзалу і пляжного футболу . Неодноразово входив у тренерський штаб футзальних національної збірної України, молодіжної збірної України і студентської збірної України. Заслужений тренер України. Заслужений працівник фізичної культури і спорту України.

## Біографія
Починав кар'єру гравця у київському «Динамо», але грав тільки за дубль. 1970 року у складі юнацької збірної України, в якій тоді також грали Олег Блохін і Леонід Буряк, виграв Кубок Надії. Навчався в університеті Київському державному інституті фізичної культури, де виступав за студентську команда. У 1974 році закінчив навчання і був відправлений на практику у чернівецьку «Буковину». Після цього, у 1975 році пішов в армію і продовжував грати у футбол в спортроті групи радянських військ у НДР. З 1975 по 1982 рр. виступав за команду заводу «Більшовик», яка виступала у першості міста Києва. В період з 1974 по 1992 рік також працював вчителем фізичного виховання у ЗОШ № 284 та № 217 (м. Київ).
В кінці 1992 року перейшов працювати викладачем кафедри футболу у НУФВСУ, де була організована футзальна команда СКІФ. Разом з Валерієм Шабельніковим став головним тренером команди. Виграв разом з командою перший чемпіонат та перший кубок, але посеред сезону 1994/1995, через фінансові проблеми, команду було розформовано. У 1994 році вивів збірну України на перший офіційний матч в її історії проти збірної Білорусі. 1996 року не деякий час поїхав у В'єтнам і після повернення долучився до підготовки збірної України з футзалу до участі у чемпіонаті світу-1996, а також у створенні при університеті команди «Уніспорт», яку і очолював до 1998 року, після чого вона об'єдналася з іншою київською командою «Будстар» в новий клуб — «Уніспорт-Будстар», до тренерського штабу якого увійшов і Залойло. 
1999 року став одним із засновників Футбольної асоціації студентів Києва.
В сезоні 2000/2001 «Уніспорт-Будстар» завоював чемпіонство, але одразу після цього, через фінансові труднощі команда припинила своє існування. З сезону 2003/04 по сезон 2009/2010 був начальником команди Київ-Уніспорт. Впродовж усіх цих років Володимир Залойло продовжує працювати в НУФВСУ, де тренує студентів.
Протягом своєї тренерської кар'єри Володимир Залойло входив у тренерський штаб збірної України на чемпіонатах Європи 1996 та 2005 років, студентських чемпіонатах світу 1994, 2008, 2010 рр., а також молодіжної збірної України.
З 2004 по 2006 також очолював збірну України з пляжного футболу, з якою зайняв третє місце на чемпіонаті Європи-2004 та вийшов в 1/4 фіналу чемпіонату світу-2005. 2010 року привів київську команду «Динамо-Хілд» до бронзових медалей чемпіонату України з пляжного футболу.

## Титули та досягнення

### Гравець
- Володар «Кубку Надії»: 1970

### Тренер
«СКІФ» (Київ)
- Чемпіон України з футзалу: 1993/1994
- Володар Кубка України з футзалу: 1992/1993

«Уніспорт-Будстар» (Київ)
- Чемпіон України з футзалу: 2000/2001

Команда НУФВСУ
- Срібний призер чемпіонату України серед ВНЗ з футзалу: 2008[15]
- Володар «Кубка президента України»: 1999[16]

«Динамо-Хілд» (Київ)
- Бронзовий призер чемпіонату України з пляжного футболу: 2010 р.

#### Міжнародні
Збірна України з пляжного футболу
- Бронзовий призер чемпіонату Європи: 2004

Студентська збірна України з футзалу
- Срібний призер чемпіонату світу серед студентів: 2008

#### Відзнаки і нагороди
- Заслужений тренер України: 2001
- Почесний працівник фізичної культури та спорту України: 2009
- Почесний знак НУФВСУ «За заслуги»: 2010[17]